# جبز فوستر (بازیکن فوتبال)
جبز فوستر (انگلیسی: Jabez Foster؛ زادهٔ ۱۵ سپتامبر ۱۹۰۲) بازیکن فوتبال اهل بریتانیا است.
از باشگاه‌هایی که در آن بازی کرده‌است می‌توان به باشگاه فوتبال بریستول راورز اشاره کرد.